# 迈克尔·费伯
迈克尔·费伯（1944年7月1日—）是一位美国作家，出生于纽约州水牛城，本科毕业于斯沃斯莫爾學院，博士就读于哈佛大学，期间参与过反越战运动，主要作品有入选牛津通识读本的《浪漫主义》（Romanticism）等。